# Lijst van rijksmonumenten in Vierhuizen
De plaats Vierhuizen telt 8 inschrijvingen in het rijksmonumentenregister. Hieronder een overzicht.
| Object                        | Oorspronkelijke functie?  | Bouwjaar                               | Architect          | Locatie            | Coördinaten?                  | Nr.?   | Afbeelding        |
| ----------------------------- | ------------------------- | -------------------------------------- | ------------------ | ------------------ | ----------------------------- | ------ | ----------------- |
| Hervormde kerk en toren       | Kerk en kerkonderdeel     | middeleeuwen 1843 (herb. toren)        |                    | Hoofdstraat 26     | 53° 21' 36" NB, 6° 17' 29" OL | 35869  | Meer afbeeldingen |
| De Onderneming                | Industrie- en poldermolen | 1858 1969 (rest.) 2010 (herst.)        | Chr. Bremer (1969) | Hoofdstraat 25     | 53° 21' 38" NB, 6° 17' 25" OL | 35870  | Meer afbeeldingen |
| Klein Midhuizen               | Boerderij                 | 1831 (schuren en hals) 1862 (voorhuis) |                    | Noorderweg 1       | 53° 22' 17" NB, 6° 18' 44" OL | 35871  | Meer afbeeldingen |
| Midhuizen                     | Boerderij                 | 1850                                   |                    | Noorderweg 3       | 53° 22' 29" NB, 6° 18' 54" OL | 35872  | Midhuizen         |
| Nieuw Onrust                  | Boerderij                 | 1899                                   |                    | Westpolder 24      | 53° 23' 30" NB, 6° 18' 36" OL | 509484 | Upload foto       |
| Kooikershuisje bij eendenkooi | Boerderij                 | 1899-1900                              |                    | bij Westpolder 24  | 53° 23' 30" NB, 6° 18' 36" OL | 509485 | Upload foto       |
| Hek begraafplaats             | Begraafplaats en -onderdl | 1882                                   |                    | bij Hoofdstraat 36 | 53° 21' 38" NB, 6° 17' 36" OL | 509508 | Meer afbeeldingen |
| Eendenkooi                    | Boerderij                 | 1896                                   |                    | bij Westpolder 16  | 53° 23' 18" NB, 6° 17' 54" OL | 509512 | Upload foto       |